# CNV Jongeren
CNV Jongeren is de jongerentak van vakbond CNV. Sinds 2024 zijn de verschillende bonden gefuseerd tot één CNV organisatie. Deze beweging is er voor de bijbaners, stagiaires, vakantiewerkers, studenten, net-afgestudeerden en young-professionals. CNV Jongeren komt op voor hun belangen op de arbeidsmarkt, woningmarkt en in het onderwijs. Daarnaast heeft CNV Jongeren speciale aandacht voor jonge mensen met een kwetsbare positie. CNV Jongeren heeft een van oorsprong christelijk-sociale signatuur
CNV Jongeren is een van de belangrijkste jongerenorganisaties als het gaat om belangenbehartiging voor een betere sociaaleconomische positie. Dankzij de support van jonge mensen is de organisatie in staat om jonge mensen een stem te geven in de maatschappij. Dat doen zij niet alleen: CNV Jongeren werkt actief samen met de jongerenorganisaties in Nederland, de politiek en andere vakbonden en participeert in initiatieven zoals het SER Jongerenplatform en Coalitie-Y.

## Historie CNV Jongeren
Op 13 mei 1909 richtten een aantal christelijke vakbonden in Nederland het CNV op. De afkorting staat voor Christelijk Nationaal Vakverbond. Het CNV wilde bij aanvang openstaan voor zowel protestants-christelijke- als Rooms-katholieke leden. Katholieke bisschoppen hadden hier echter bezwaar tegen en zo werd CNV na 1912 een puur protestantse organisatie. Tegenwoordig beroept de vakbond zich nog steeds op christelijke normen en waarden, maar staat zij open voor iedereen.
Op 7 oktober 1955 werd door het CNV de christelijk-sociale jeugdorganisatie ‘Werkende Jeugd-CNV’ opgericht. Het doel was om de belangen te verdedigen van jonge werknemers. Deze vakbond hield zich in het begin vooral bezig met alles rondom werkgelegenheid, huisvesting, jeugdlonen, onderwijs, medezeggenschap, ontwikkelingssamenwerking en internationaal vakbondswerk. De vakbond hield overleg met de overheid en de werkgeversorganisatie over onderwijs en stageproblemen.
Rond 1998 was de doelgroep van ‘Werkende Jeugd-CNV’ er lang niet alleen meer voor jongeren met een baan. Vandaar ook dat de naam ‘Werkende Jeugd-CNV’ veranderde in CNV Jongeren. Deze organisatie ging zich richten op de belangen van jongeren in het algemeen, om hen te helpen bij het zoeken en vinden van werk en bij het maken van grote beslissingen die invloed hebben op hun toekomst. CNV Jongeren werkt nog steeds op grond van christelijke normen en waarden maar leunt minder op het religieuze aspect.

## Standpunten

#### Wet werken naar vermogen
CNV Jongeren heeft met de werkgroep Wajong en met enkele Wajongers actie gevoerd tegen de Wet werken naar vermogen. Een actie bij de Tweede Kamer waarbij een grote kooi werd geplaatst met daarin mensen die “bevrijd” konden worden omdat ze thuis “gevangen” komen te zitten door de nieuwe wet, veroorzaakte de nodige commotie rondom de nieuwe wet. Deze wet kwam uiteindelijk niet ter stemming in de Tweede Kamer, omdat het kabinet viel.

#### VerhogingAOW-leeftijd
CNV Jongeren kwam begin 2009 in het nieuws door zich uit te spreken voor de verhoging van de AOW-leeftijd. Door middel van een motie riep de bond op om langer doorwerken, met gebruikmaking van de Donner-bonus, te stimuleren én de pensioenleeftijd stapsgewijs te verhogen tot 67 jaar.

#### Arbeidsmarkt
CNV Jongeren vindt dat er meer geïnvesteerd moet worden in actuele informatie over de baankansen van een opleiding na afstuderen (studiebijsluiter), loopbaanoriëntatie met focus op werknemersvaardigheden en een actief alumni-beleid om te zorgen voor een optimale aansluiting tussen opleiding en arbeidsmarkt.

## Voorzitter (s)
De huidige voorzitter van CNV Jongeren is Casper Cornelisse (2024-heden)
| Naam               | Periode     |
| ------------------ | ----------- |
| Justine Feitsma    | 2020 - 2024 |
| Semih Eski         | 2016 - 2020 |
| Michiel Hietkamp   | 2013 - 2016 |
| IJmert Muilwijk    | 2010 - 2013 |
| Jesse Klaver       | 2009 - 2010 |
| Klaas Pieter Derks | 2006 - 2009 |
| Antoon Blokland    | 2003 - 2006 |

## Bestuurscommissie en Werkgroepen
De Bestuurscommissie bestaat uit jonge actieve leden die het bestuur gevraagd en ongevraagd advies geven. Het actueel houden van standpunten, volgen van relevante ontwikkelingen en leveren van input om invloed uit te oefenen op de maatschappelijke agenda en of politieke besluitvorming zijn de belangrijke activiteiten van de Bestuurscommissieleden. De Bestuurscommissieleden zijn tevens de voorzitters van de werkgroepen:
- Werkgroep Arbeidsmarkt
- Werkgroep Pensioen
- Werkgroep Onderwijs
- Werkgroep Participatie
- Werkgroep Wonen

## Projectenbureau
Projecten van CNV Jongeren worden uitgevoerd door het projectenbureau, bestaande uit 16 medewerkers en is gevestigd in Utrecht. Met deze maatschappelijk relevante projecten geeft de vakbond praktische invulling aan haar standpunten.
- Ik Ben Harrie, i.s.m. Instituut Gak
- Pensioenlab, i.s.m. FNV Jong en VCP